# 新疆农场知青返城风波
新疆农场知青返城风波是指1979年初至1980年底，在新疆插隊落戶的大批上海知青要求返回上海而引發的一系列請願和抗議事件。最終因中共軍事鎮壓而收場。

## 背景
文革之前，近10万上海知識青年被分配到新疆农场和新疆生產建設兵團插隊落戶。文革時，在新疆的大批知青遭到冲击和批斗，僅农一师三团被批鬥的就有800多人，其中上海知青佔500多人。此外，知青在新疆待遇差，工資極低；官僚主义風氣盛行，知青和幹部的關係也不友好；农场学校教育质量差，知青擔心自己的子女沒有受到良好教育。文革结束后，中共中央開始平反冤假错案和改革開放，並允许文化大革命期间上山下乡的知识青年除少数已婚者留在当地以外，大多数返回城市再就业，但新疆生产建设兵团严格限制知青返回中國內地，此時僅有少部分有關係的上海知青順利離開新疆。這使得普通上海知青感到極度不滿。

## 上访
1979年初，云南国营农场知识青年通过请愿、上访成功实现返回城市，阿克苏地区的上海知識青年得知雲南的情況後，決定协商、串联以回到上海。1979年2月，阿克苏各团场成立上海青年联合委员会和阿克苏垦区上海青年联络总部，总部位於阿克蘇縣。1979年春至年底，上海青年四次試圖前往北京上访，其中第一次是3月22日至5月12日，上海知青順利來到北京，但北京的信訪幹部拒絕上海知青的返城要求，信訪幹部僅表示，上海人口過多，若新疆所有上海知青回城，會給上海帶來極大人口壓力。上海知青返回新疆後，农场领导宣布上海青年联合委员会是非法组织並要求立即解散，還要求不准再进行串联活动，但上海青年联合委员会很快又恢復；第二次上訪是7月19日至8月24日，第三次是9月1—10日；第四次是12月12—26日。不過後面3次上訪都是上海青年來到乌鲁木齐市等城市後即被强行收容，未能抵達北京。此時，也有上海知青前往阿克苏地区党委上訪，阿克苏地区党委試圖說服上海青年留在當地，並允諾改善他們的生活環境和基礎設施，但上海青年並不買賬，他們只希望能盡快回到上海。

## 其他形式抗議
1979年初至同年秋，有大量知青以“病退”、“顶替”、“照顾老弱病残”等理由成功返回上海。同年9月，據阿克苏农垦局统计，垦区內的上海知青2.6万多人，1979年上半年办理回上海手续的有6000余人，正在办理回上海手续的5000余人。新疆其他各地区农场也有不少上海知青返城。
1979年底，阿克苏剩餘無法返城的知青開始进行静坐、示威、罢工。其中阿克苏垦区发生罢工21次。12月19日，十团500多人集会，举行回沪誓师大会。此時有团场知青強行奪取团部卫生队公章，给自己的病历盖章，以便使上海方面同意接收。由於知青的請願活動，使垦区工作陷於停頓，1979年，阿克蘇墾區的粮食生产比1978年減少3800万斤，全垦区荒芜土地6万亩，粮食停放场院未入库的為3200万斤，棉花遗在地里未回收的為400万斤。1979年全年财政亏损2300万元。
此時阿克蘇的领导開始允許上海青年返回上海，但新疆维吾尔自治区政府依舊拒絕，並于1980年1月21日发布《通告》。《通告》認定阿克苏垦区上海青年联络总部和上海青年联合委员会為非法組織，要求立即解散，並稱呼在新疆的上海知青為支边青年。
1980年初，上海青年怠工现象開始严重，使得当年的阿克蘇春耕生产受到影響。截至1980年3月初，请假回上海的知青达4000余人。3月，上海知青召开阿克苏上海知青代表第一次联席会议，呼籲剩下的上海知青写特困报告，以爭取返回上海。截至3月初，阿克蘇垦区以特困為由要求返城的有5000余人。

## 阿克苏事件
1980年11月中旬，三四千名知识青年來到阿克苏縣，占据农垦招待所、阿克蘇地委、行署大楼和农垦局大楼並举行游行示威，要求返回上海。11月23日上午10时开始，上海青年開始絕食。11月26日，阿克苏地委要求绝食知青停止絕食，立即返回原单位。11月27日下午2时，绝食结束。同時上海知青搭乘二三十輛卡车來到乌鲁木齐市繼續抗議，不過中途卡車發生翻车事故，3人死亡，20余人受伤。卡車隊伍決定返回阿克蘇。
阿克苏發生绝食活动后，阿克苏等地同意发给上海青年户口准迁证。

## 喀什和库尔勒返城請願
阿克苏事件發生後，喀什和库尔勒的上海、北京、南京等地知青也提出返城要求。1980年12月初，上海知青进入库尔勒市游行，要求返回上海。此時的库尔勒大部分团场处于瘫痪和半瘫痪狀態。喀什和库尔勒领导決定放宽知青返城的限制。

## 中共鎮壓
不過新疆高層領導反對新疆农垦系统的一些单位的允許知青返城決定，並宣佈户口准迁证无效。上海市也站在新疆高層一邊，拒絕給予一些上海知青户口。此時新疆军区派出东疆军区的陆军第四师、第十一师各一部，前往上海知青較多的地區維持秩序。1980年12月26日，上海青年联合委员会总部的9人等遭到逮捕，另有43人被收審。
1980年底，新疆的外來知青有近6.9万人，其中上海青年有4.9万余人。1981年春节前夕，通過非正規手續回到上海的青年有1.5万，其中巴音郭楞蒙古自治州农垦系统的上海知青，已有三分之二私自回到上海。新疆和上海試圖讓非正規途徑返回上海的青年重新前往新疆。
1981年3月，新疆维吾尔自治区和上海市政府在北京举行会议，提出要把大部分上海知青繼續留在新疆。新疆维吾尔自治区和上海政府還共同议定《关于解决新疆垦区农场上海支边知识青年问题的具体规定》。《规定》指出继续把大多数上海知青留在新疆，不過可以考虑讓符合條件的確有实际困难的知青分期分批返回上海或前往上海市所管轄的外省农场。在新疆农垦系统4.88万上海知青中，符合条件離開新疆的知青约有1.5万人，不符合条件的约有3.38万人。对不符合條件返回上海的上海知青，新疆方面将加强控制，阻止他们私自返回上海。
截至1984年4月，已有近1.6万上海知青符合條件可以離開新疆返回上海或前往上海在外省開設的农场。同时，上海方面讓不符合返回上海條件的的1.7万名知青回到新疆。1985年底，新疆生產建設兵团尚有來自中國各地的知青41200人，其中30000名為上海知青，北京知青3100人，天津知青3100人，武汉市知青2300人，江苏省知青1300人，浙江省知青1400人。